# Петар Свачич
Петар Свачич (хорв. Petar Svačić) — последний король независимого хорватского королевства, правивший в 1093—1097 годах. За его гибелью в бою с венгерскими войсками последовало присоединение Хорватии к Венгрии на правах личной унии.

## Биография
Со смертью в 1091 году Степана II, последнего короля из династии Трпимировичей, хорватская держава вступила в период хаоса, закончившегося гибелью независимой державы. Влиятельная вдова короля Дмитара Звонимира, Елена, бывшая сестрой короля Венгрии Ласло Святого, вела интриги с целью передать хорватский трон венгерской династии. В том же 1091 году венгерские войска вторглись в страну и заняли практически всю её территорию за исключением далматинского побережья. Королём Хорватии Ласло I поставил своего племянника принца Альмоша.
Хорватская знать, тем не менее, не собиралась мириться с фактической утратой независимости. В 1093 году дворянство страны избрало королём вельможу Петара Свачича. Родовое имя Свачич он получил по названию поселения Свач близ Улциня (совр. Черногория).
Петар Свачич начал борьбу с венгерскими силами и добился определённого успеха, практически изгнав Альмоша и его сторонников из страны и взяв под контроль все земли до Дравы. Свою резиденцию король расположил в стратегически важной крепости Книн. Мощная армия короля Ласло была занята на других фронтах и не смогла сразу отреагировать на успехи Свачича, лишь в 1095 году венгры перешли в контрнаступление и взяли под контроль Славонию. Развить успех им помешала последовавшая вскоре смерть короля Ласло. В Венгрии началась междоусобица, вызванная борьбой за трон между племянниками Ласло Альмошем и Кальманом. Борьба за венгерский трон принесла Петару Свачичу и хорватам двухгодичную отсрочку, но не более того.
После победы в борьбе за корону новый король Венгрии Кальман Книжник начал решительное наступление на Хорватию. В 1097 году состоялась битва на горе Гвозд, в которой венгерская армия одержала полную и решительную победу. Хорваты были наголову разгромлены, а король Петар Свачич погиб в сражении. В честь Петара Свачича гора Гвозд ныне называется Петрова гора, а близлежащий город — Петринья.
После победы Кальман провозгласил себя королём Хорватии, что вызвало очередной неудачный заговор со стороны его брата Альмоша, всё ещё претендовавшего на хорватскую корону. Несколькими годами позже Кальман добился большого успеха, взяв под контроль также хорватское адриатическое побережье. В 1102 году по договору, обычно называемому Pacta Conventa, хорватское дворянство признало династическую унию с Венгрией (историографическая ценность данного документа — в том, что он содержит список 13-ти главных хорватских племён). В том же году Кальман Книжник короновался в Биограде-на-Мору, как король Хорватии. К 1105 году его власть над собой признали влиятельные торговые города Сплит и Задар.